# واو-رودا
واو-رودا (به لاتین: Wał-Ruda) یک روستا در لهستان است که در گمینا رادووو (استان لهستان کوچک‌تر) واقع شده‌است.